# Хорхе Руїс (хокеїст на траві)
Хорхе Руїс (ісп. Jorge Ruiz, 22 січня 1958) — аргентинський хокеїст на траві.
Учасник Олімпійських Ігор 1976 року.